# ランディ・ミラー
ランディ・ミラー（Randi Miller、1983年11月3日 - ）は、アメリカ合衆国の女子レスリング選手、総合格闘家。テキサス州アーリントン出身。2008年北京オリンピックレスリング63kg級の銅メダリストである。

## 来歴
2004年アテネオリンピック銀メダリストのサラ・マクマンを降し、2008年北京オリンピック女子63kg級出場権を獲得。3回戦で金メダルを獲得した伊調馨と対戦し敗れたものの、敗者復活戦を勝ち上がり銅メダルを獲得した。
オリンピック後、総合格闘技に転向。2010年8月29日の「SHOOT BOXING WORLD TOURNAMENT Girls S-cup 2010」にてスペシャルマッチとして行われるHIROKO戦でプロデビューを予定していたが、古傷である腰を再発させたため欠場。同年12月17日のJEWELS 11th RINGでの対戦が再び発表されるも、怪我のため再び欠場となった。

## 戦績
| 総合格闘技 戦績 | 総合格闘技 戦績 | 総合格闘技 戦績 | 総合格闘技 戦績 | 総合格闘技 戦績 | 総合格闘技 戦績 | 総合格闘技 戦績 |
| --------------- | --------------- | --------------- | --------------- | --------------- | --------------- | --------------- |
| 1 試合          | (T)KO           | 一本            | 判定            | その他          | 引き分け        | 無効試合        |
| 1 勝            | 1               | 0               | 0               | 0               | 0               | 0               |
| 0 敗            | 0               | 0               | 0               | 0               | 0               | 0               |

| 勝敗 | 対戦相手         | 試合結果                | 大会名                           | 開催年月日    |
| ○    | モリー・エステス | 3R 3:27 TKO（パウンド） | Invicta FC 1: Coenen vs. Ruyssen | 2012年4月28日 |

## 獲得タイトル
- 2008年北京オリンピック 銅メダル